# Neo Rauch
Pour les articles homonymes, voir Rauch.
Neo Rauch, né le 18 avril 1960 à Leipzig (RDA), est un peintre allemand.
Réputé pour ses scènes énigmatiques mêlant onirisme et historicisme inspirées du passé de la République démocratique allemande, il est le chef de file de la nouvelle École de Leipzig, mouvement allemand de peinture contemporaine figurative.

## Biographie
Neo Rauch grandit avec ses grands-parents maternels à Aschersleben depuis l'âge de quatre semaines, après la mort de ses deux parents dans un accident de chemin de fer.
Il est diplômé du lycée Thomas Müntzer (aujourd'hui le lycée Stephaneum). Par la suite, il étudie la peinture au Collège de graphisme et d'art du livre de Leipzig, de 1981 à 1986, avec Arno Rink. De 1986 à 1990, il est étudiant en maîtrise chez Bernhard Heisig. De 1993 à 1998, il est assistant d'Arno Rink à l'Académie de Leipzig. De 2005 à 2009, il est chargé de cours à l'université et, de 2009 à 2014, professeur honoraire.

### Vie privée
Néo Rauch est marié à la peintre Rosa Loy et vivent à Markkleeberg près de Leipzig. Ils ont un fils adulte. Rauch travaille dans l'ancienne Leipziger Baumwollspinnerei (filature de coton).

## Expositions
Les œuvres de Rauch sont présentées dans des expositions collectives depuis 1986. Il a ensuite jeté ses peintures des années 1980.
En 1991, Rauch fait sa première exposition personnelle à Leipzig à la Galerie am Thomaskirchhof. En 1993, le directeur adjoint du Museum für Moderne Kunst de Francfort, Rolf Lauter, découvre l'artiste et, grâce au soutien de la Jürgen Ponto-Stiftung, fait une première exposition non commerciale de sa dernière création dans les salles d'exposition de la Dresdner Bank Frankfurt. Dans le texte du catalogue, Lauter fait référence au principe combinatoire (sampling) de Rauch, incorporant des éléments de l'histoire de l'art, des motifs du surréalisme et des métaphores de la vie et du travail quotidien.
En 2000, Klaus Werner organise la première grande exposition personnelle de Rauch (« Randgebiete ») au musée des Beaux-Arts de Leipzig. En 2006, le Kunstmuseum Wolfsburg lui consacre une rétrospective. La petite exposition « para » suit au Metropolitan Museum of Art de New York en 2007. 
Rauch présente sa première exposition personnelle aux États-Unis au musée d'Art de Saint-Louis de St. Louis (Missouri) en 2003-2004. D'autres expositions personnelles suivent à l'Albertina de Vienne en Autriche (2004), au Centro de Arte Contemporáneo Málaga en Espagne (2005), au Musée d’art contemporain de Montréal, Canada (2006) et au Kunstmuseum Wolfsburg (de) en Allemagne (2006). Son travail est présenté au Carnegie International 2005 à Pittsburgh (Pennsylvanie).
En 2007, la galerie Rudolfinum à Prague présente une rétrospective intitulée « Neue Rolle », organisée par le Kunstmuseum Wolfsburg. En 2010, Rauch a une rétrospective au musée des Beaux-Arts de Leipzig et à la Pinakothek der Moderne, à Munich. En 2011, une sélection des œuvres de cette rétrospective est présentée à la galerie nationale d'art Zachęta à Varsovie (Pologne) ; le musée Frieder Burda à Baden-Baden expose ses œuvres. En 2013 se tient sa première exposition personnelle au palais des beaux-arts de Bruxelles (Belgique) intitulée « Neo Rauch. L'obsession du démiurge. Œuvres choisies 1993-2012 ». 
De janvier à juin 2018, le Museum de Fundatie à Zwolle (Pays-Bas) présente plus de 60 œuvres de l'artiste dans l'exposition « Neo Rauch Dromos Painting 1993-2017 ». « Neo Rauch: Aus dem Boden / From the Floor » est la première exposition aux États-Unis à se concentrer sur les œuvres de l'artiste sur papier au Des Moines Art Center (Iowa), organisée par Jeff Fleming et Brett Littman. Une exposition personnelle de peintures de 2008 à 2019 de Neo Rauch au palais Pitti à Florence (2019-2020) présente un groupe de nouvelles peintures créées pour le lieu, en plus d'œuvres datant de 2008, organisée par Max Seidel et Serena Calamai. Du 30 janvier au 10 mai 2020, la G2 Kunsthalle de Leipzig présente « Neo Rauch: des œuvres de la collection Hildebrand ».
Rauch est représenté par la galerie EIGEN+ART Leipzig/Berlin depuis 1993 et par David Zwirner à New York depuis 2000.
Du 8 juillet au 15 octobre 2023 l'artiste Rauch est exposé au MO.CO., à Montpellier dans le cadre de « Neo Rauch. Songe de la raison ». Une rétrospective avec plus d'une centaine de ses œuvres.

## Distinctions
- 1992 : Prix Renta 1992, Nuremberg
- 1997 : Prix d'art de la Leipziger Volkszeitung
- 2002 : The Vincent van Gogh Biennial Award for Contemporary Art in Europe, Bonnefantenmuseum Maastricht, Pays-Bas[10]
- 2005 : Kunstpreis Finkenwerder[11]
- 2010 : Stiftungspreis der ökumenischen Stiftung Bibel und Kultur Stuttgart
- 2012 : Verdienstorden des Landes Sachsen-Anhalt[12]
- 2018 : Ordre du Mérite de la République fédérale d'Allemagne[13]
- 2019 : Europäischer Kulturpreis Taurus[14]